# 聖戴維斯座堂

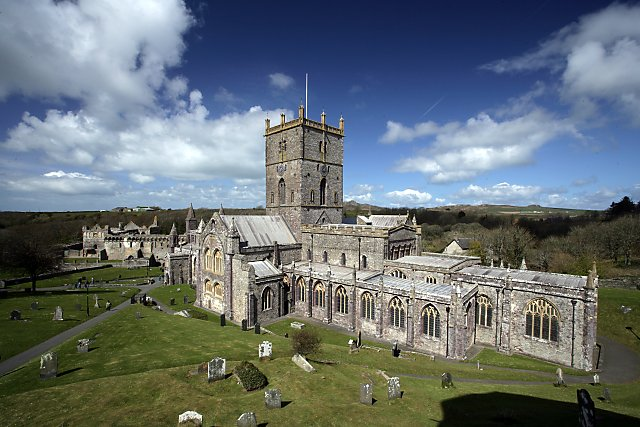
聖戴維斯座堂

聖戴維斯座堂（英語：St Davids Cathedral）是英國的一座座堂，位於威爾士最西端彭布羅克郡聖戴維斯。教堂由聖大衛創建，之後曾多次被毀。現在的教堂始建於1181年，但在歷史上也曾被毀。1793年之後，教堂得到了重建。

## 外部連結
- Cathedral website （页面存档备份，存于）
- Cathedral Festival website